# Aurélie de Gubernatis
 (septembre 2017).
Si vous disposez d'ouvrages ou d'articles de référence ou si vous connaissez des sites web de qualité traitant du thème abordé ici, merci de compléter l'article en donnant les références utiles à sa vérifiabilité et en les liant à la section « Notes et références ».
Aurélie de Gubernatis, un temps Aurélie Hustin de Gubernatis, née le 1er mai 1969 à Lille, est une femme de lettres française. Elle a été notaire avant de se consacrer à l'écriture. Elle est l'auteur de trois romans : Le Gardien du crâne de cristal, paru en 2009, 2012 : Les Gardiens du temps, paru en 2011 et L'Impasse, paru en 2014.